# Soudcova noc
Soudcova noc (též Soudní dvůr, v anglickém originále The Star Chamber) je americké filmové drama/kriminální thriller, který natočil v roce 1983 režisér Peter Hyams. V hlavní roli se představí Michael Douglas jako losangeleský vrchní soudce Steven Hardin, kterého trápí morální dilema, když zákon neznamená vždy spravedlnost a zločinci místo odsouzení unikají trestu.
Název filmu pochází od pojmenování středověkého anglického soudního dvora Star Chamber, který stál nad obecným právem.

## Děj
Na slavnostním večírku je vyhlášen soudcem roku James Culhane. Ten jakoby z ocenění neměl žádnou radost, má nepřítomný pohled, je zahloubán do svých myšlenek. Po chvíli se zvedne ze židle a odchází na toalety, kde spáchá sebevraždu, střelí se do hlavy revolverem.
Steven Hardin je idealistický vrchní soudce z Los Angeles, který je frustrovaný, když malé procesní chyby při výkonu zákona brání stíhání tří zločinců. Prvním z nich je muž, který byl obviněn z loupežných vražd několika starších žen. Dalšími jsou dva muži (Lawrence Monk a Arthur Cooms), kteří byli obviněni ze znásilnění, mučení a zabití mladého chlapce jménem Daniel Lewin. Oba jsou podezřelí ze spoluúčasti na šíření dětské pornografie. Policisté zastavili jejich dodávku, protože se jim nezdála jejich pomalá jízda městem. Pojali proto podezření, že jde o potenciální lupiče. Při prohlídce vozidla policisté objeví zakrvácenou dětskou botu a oba muži jsou zatčeni. Bota je hlavním důkazem obžaloby.
Vzhledem k tomu, že prohlídka dodávky nebyla podle zákona a tedy důkaz (bota) získaný díky ní je pro soud nepřijatelný, Hardinovi nezbyde nic jiného než jej vyloučit ze soudního řízení, což de facto znamená zproštění viny obou mužů. Otec zavřažděného chlapce dr. Harold Lewin se v soudní síni pokusí Monka a Coomse zastřelit, ale místo toho postřelí jednoho z přítomných policistů a je zatčen.
Soudce Hardin navštíví dr. Lewina ve věznici. Lewin Hardina neviní za smrt svého syna, ale přisuzuje mu vinu za smrt dalšího dítěte, neboť policie objevila tělo dalšího chlapce zavražděného stejným způsobem. Krev na rukou má podle něj i soudce Hardin, když propustil Monka a Coomse. Znepokojený Hardin navštíví svého přítele, soudce Caulfielda, který mu řekne o existenci ilegálního soudního tribunálu. Jedná se o tajnou organizaci devíti soudců identifikující zločince, kteří nemohou být postaveni před soud prostřednictvím soudního systému nebo byli i přes silné důkazy osvobozeni. K likvidaci těchto zločinců využívají soudci služby nájemného vraha. Vzhledem k tomu, že je zde volné místo po Jamesi Culhanovi (jenž spáchal sebevraždu), Hardin se stává členem a spolurozhoduje o vině dalších zločinců, kteří byli osvobozeni navzdory jejich vlastnímu přiznání.
Dr. Lewin spáchá ve vězení sebevraždu. Steven Hardin předsedá tribunálu a předkládá ostatním případ Monka a Coomse. Tribunál je oba označí za vinné ve věci vraždy chlapce Daniela Lewina a odsoudí je k trestu smrti. Mezitím však policejní detektiv Harry Lowes zatkne s pomocí zloděje aut Stanleyho Flowerse trojici mužů, kteří se k vraždě dětí přiznají. Hardin si uvědomí, že Monk s Coomsem jsou nevinní. Naléhá na tribunál, aby odvolal z akce nájemného vraha. To tribunál odmítá s argumentací, že i když je občasná chyba v jejich rozhodování nevyhnutelná a politováníhodná, tak to, co dělají, slouží pro dobro společnosti. Soudci poukazují na to, že Monk a Cooms jsou jistě kriminálníci, kteří mají na svědomí řadu dalších zločinů, i když nejsou vinni vraždou chlapců.
S takovým stanoviskem se Hardin nehodlá ztotožnit a plánuje podniknout vlastní kroky k nápravě situace. Caulfield jej varuje, aby to nedělal, protože tribunál udělá vše pro to, aby si zajistil svou ochranu. Hardin si přesto zjistí od detektiva Lowese místo pobytu Monka and Coomse. Vydá se za nimi do opuštěného skladiště, aby je varoval před najatým zabijákem. Ti mu nevěří a navíc nejsou rádi, že soudce odhalil jejich základnu, kde vyrábějí drogu nazvanou „andělský prach“. Zaútočí na Hardina, ale než jej stihnou zabít, dorazí nájemný vrah v přestrojení za policistu a oba zastřelí. Vrah se chystá zabít i Hardina, ale v poslední chvíli se ve skladišti objeví detektiv Lowes a nájemného vraha zastřelí.
V poslední scéně projednávají soudci (nyní již bez Hardina) další případ, zatímco Hardin s Lowesem odposlouchávají venku v automobilu jejich rozhovor a nahrávají jej na magnetofonovou pásku.

## Citát
„Právo jsme tady my.“ — soudce a člen ilegálního soudního tribunálu Benjamin Caulfield  

## Obsazení
- Michael Douglas jako vrchní soudce Steven Hardin
- Hal Holbrook jako soudce Benjamin Caulfield
- Yaphet Kotto jako detektiv Harry Lowes
- Sharon Gless jako Emily Hardin
- James B. Sikking jako dr. Harold Lewin
- Joe Regalbuto jako Arthur Cooms
- Don Calfa jako Lawrence Monk
- David Faustino jako Tony Hardin
- Larry Hankin jako detektiv Kenneth Wiggan
- Dick Anthony Williams jako detektiv Paul Mackey
- Otis Day jako Stanley Flowers, zloděj aut
- David Proval jako důstojník Nelson
- Robin Gammell jako soudce Archer
- Matthew Faison jako soudce Stoner
- Fred McCarren jako soudce Karras
- Michael Ensign jako soudce Kirkland
- Jason Bernard jako soudce Bocho
- Jerry Taft jako soudce Fogelson
- Mike Austin jako soudce Lang
- Sheldon Feldner jako soudce James Culhane
- Keith Buckley jako nájemný vrah
- Diana Douglas jako Adrian Caulfieldová
- Frances Bergen jako paní Cumminsová
- Robert Costanzo jako seržant Spota